# Самохвалове (станція)
Самохва́лове (до 1952 — Шаку́л, крим. Şaqul) — пасажирська й вантажна залізнична станція Кримської дирекції Придніпровської залізниці.
Розташована на лінії Джанкой — Севастополь між станціями Поштова та Бахчисарай у Бахчисарайському районі Автономної республіки Крим.
Станція електропоїздів та деяких пасажирських поїздів розташована між селами Глибокий Яр та Ароматне Бахчисарайського району АРК Крим на Севастопольського напрямку. Основне призначення станції — вантажне, вивіз вапняку та сортувальний пункт для деяких підприємств Бахчисарая.
Виникла 1895 року під назвою Шакул. Сучасна назва — з 1952 року. Найближче від станції село Глибокий Яр — за 1 км